# Kwan (Kampfkunst)
Kwan (kor. 관, Hanja 館, Revidierte Romanisierung Gwan, jap. 館 kan) bedeutet wörtlich „Halle“, „Haus“, „Stätte“ oder „Gebäude“. In den koreanischen Kampfkünsten (KMA) wird damit häufig eine Kampfkunstschule oder ein Zusammenschluss von Kampfkunstschulen bezeichnet. In diesem Sinne kann Kwan auch mit „Verband“ übersetzt werden.
Der Leiter eines Kwan heißt auf Koreanisch Kwanjang (관장, 館長, R.R. Gwanjang). Zur Anrede eines Kwanjang wird der Partikel -nim hinten angestellt – Kwanjangnim, R.R. Gwangjangnim.
Eine Kampfkunstschule kann auf Koreanisch auch Dojang (도장, 道場 Weg-Ort, sinngemäß „Stätte des Dao“, jap. 道場 dōjō) genannt werden. Dies vor allem dann, wenn die entsprechende Kampfkunst auf „-do“ (deutsch „Weg“, „Methode“) endet.